# Забоже (Мишковський повіт)
Забоже (пол. Zaborze) — село в Польщі, у гміні Жарки Мишковського повіту Сілезького воєводства.
Населення — 169 осіб (2011).
У 1975-1998 роках село належало до Ченстоховського воєводства.

## Демографія
Демографічна структура станом на 31 березня 2011 року:
|          | Загалом | Допрацездатний вік | Працездатний вік | Постпрацездатний вік |
| -------- | ------- | ------------------ | ---------------- | -------------------- |
| Чоловіки | 85      | 13                 | 60               | 12                   |
| Жінки    | 84      | 12                 | 45               | 27                   |
| Разом    | 169     | 25                 | 105              | 39                   |